# Jeannette LoVetri
Jeannette L. „Jeanie“ LoVetri (* April 1949) ist eine amerikanische Gesangspädagogin.

## Leben und Wirken
Ausgebildet als klassischer Sopran begann LoVetri im Alter von 17 Jahren, Hauptrollen im Musiktheater zu singen. Ab 1975 arbeitete sie in New York City, wo sie im Lincoln Center, Rockefeller Center, in der Riverside Church, Marble Collegiate Church sowie im Henry Street Settlement Theater auftrat und bis 2020 im klassischen und im zeitgenössischen kommerziellen Repertoire sang. LoVetris Gesang wurde von der New York Times als vielseitig, einzigartig und ausdrucksstark bezeichnet.
LoVetri bildete auch Sängerinnen wie Meredith Monk aus; sie war als Gesangslehrerin an fünf Hochschulen tätig und entwickelte eine körperbezogene Methode für den Pop- und Jazzgesang. Sie veröffentlichte 15 Artikel in Pädagogik und Wissenschaft im Journal of Voice und im Journal of Singing, gründete das LoVetri Institute for Somatic Voicework am Baldwin Wallace University Conservatory in Berea (Ohio) und erhielt das Van-Lawrence-Stipendium von der National Association of Teachers of Singing und der Voice Foundation.
LoVetri gilt als Expertin für die Gesangspädagogik der zeitgenössischen kommerziellen Musik und hat weltweit über ihre Methode vorgetragen.